# Бој на Книћу
Бој на Книћу била је битка између устаника Хаџи Продана Глигоријевића и Турака и Срба под вођством Ашим-бега и Милоша Обреновића.

## Бој
Пошто је Хаџи Продан Глигоријевић дигао буну, он и остале вође позову Милоша Обреновића да преузме водство. Милош је то одбио, будући да је сматрао да није добро време да се диже буна, па се и сам понудио Сулејман паши Скопљаку да угуши буну. Милош је пошао на Хаџи Продана са хиљаду Срба и 150 Турака предвођених Ашим бегом. Будући да су Срби предали оружије Милошевих хиљаду Срба било је наоружано само батинама. Наспрам Турака и Милошевих Срба стајало је сто најчвршћих побуњеника Хаџи Продана. Милош је прво преговарао са побуњеницима. Иако је хтео да умири народ, побуњеници се нису смиривали и битка је сутрадан отпочела. Битка је трајала цео дан и деловало је као да ће Хаџи Продан да победи. Разлог томе је био и што Милошеви људи нису имали пушке него батине, а и били су људи одреда којима није стало до борбе са бунтовницима, већ само да их заплаше. Међутим, после неког времена, већина бутновника се ноћу разишла па је Хаџи Продан, оставши сам, побегао са братом и породицом у Аустрију у ноћи 18. на 19. октобар.